# Жугићи
Жугићи су старо дробњачко братство настало крајем XVII вијека одвајањем од Вуловића. Најранији предак звао се Вукашин  и био је савременик Баја Пивљанина.

## Поријекло
Братство Жугића се одвојило заједно са Ћабринима (Чабринима) средином XVII вијека од дробњачког братства Вуловића. Сви Жугићи своје најстарије поријекло воде са Мљетичка. Одатле се један дио породице одселио ка сјеверу, у катуне у Дробњак, населивши простор данашњих Новаковића, Жугића Бара и Жугића Луке, тј. простор Вражијег и Рибљег језера, Жабљака, Пљевљи, Никшића.

## Настанак презимена
Постоји неколико верзија о настанку презимена. Свакако најпоузданија јесте она коју у својој књизи износи Бошко Томов Жугић ("Поријекло и развој братства Жугића од 1740-1966 године" Обод -Цетиње, 1966). Према овој теорији, Бајо Пивљанин је током једног од међуплеменских сукоба крајем седамнаестог века прозвао једног Вуловића "жугом". Термин "жуга" је био турцизам и појмовно је означавао оног ко задаје проблеме.

## Колонизација
Даљом колонизацијом, братство се раширило по Балкану. 
Један дио, на челу са Попом Жугићем, је отишао у правцу Босне, насељавајући простор Романије, и градова Олова и Соколац, да би се потом проширили и на Сребреницу, Братунац, Сарајево, Бановиће. На сјевер стижу све до Бање Луке. Други дио братства је отишао за Србију, населивши просторе Прибоја на Лиму, Прокупља, Ниша, Ужица, Ваљева, Београда, Новог Сада, Куле, Врбаса, Смедерева, Бачке Тополе.

## Крсна слава
Као свако дробњачко братство, Жугићи славе Светог Ђорђа. Међутим, да би могли посјећивати пријатеље на дан њихове славе, одиграо се скуп неколико Дробњачких племеника, који су отишли Митрополиту на Цетиње и затражили благослов да славе Светог Николу, а да прислужују Ђурђевдан. Добили су благослов, након чега је велики дио Жугића почео славити Светог Николу. То је првенствено босански - Оловски огранак братства, али се и у самом Дробњаку могу наћи многобројне породице са овом славом. Породице у Србији као на примјер Прокупљу и Бачкој Тополи славе Светог Ђорђа.

## Познати Жугићи
- Велики број прота - Алексије Јованов Жугић, Зарије Алексијин Жугић
- Војвода Мићо Жугић (Херцеговачки устанак)
- Крсто - учесник у I Светском рату из кога је изашао као поручник српске војске са две Златне Карађорђеве звезде са мачевима, Златном медаљом Обилића, Албанском споменицом, Споменицом за рат уједињена 1914-1918 и још неколико ордена.
- Поручник југословенске војске Божидар Вукашинов Жугић, у народу познатији као Дурмиторски Обилић
- Народни хероји Комнен и Батрић Жугић
- Бошко Томов Жугић, књижевник
- Недељко Маринков Жугић, књижевник
- Томислав Жугић, књижевник
- Барјактар Језерско-Шараначког одреда Милић Жугић, који је примио барјак од краља Николе, са своје деведест и двије године, приликом борби за ослобођење Шаранаца
- Радослав Жугић, некадашњи играч Црвене звезде
- Љупче Жугић, југословенски кошаркашки ас
- Синиша Жугић, унук Крсте Жугића, прослављеног хероја 1.светског рата,

Југословенски спортиста, једини учесник Олимпијких Игара у Жугића (ОИ-1996).
- Томислав Милорадов Жугић - један од оснивача Заједнице Срба у Македонији
- Зоран Жугић - дипл.маш. инжињер, Председник Заједнице Срба у Македонији
- Радоје Жугић, министар финансија у Влади Црне Горе. Радош Жугић, предсједник општине Жабљак.  Василије Жугић, први црногорски грађевински инжењер. Црногорски конзул у Скадру.  Ратко Жугић, дугогодишњи предсједник општине Жабљак.  Сретен Жугић, најмлађи црногорски судија.  Вук Жугић, амбасадор Србије у ОЕБС.  Вук Жугић, умјетнички директор Сава Центра.  Трипко Жугић, познати адвокат и помоћник министра Душана Симовића.